# Kellyanne Conway
Kellyanne Elizabeth Conway, född Fitzpatrick den 20 januari 1967 i Camden, New Jersey, är en amerikansk jurist, författare och politisk rådgivare. Hon ledde Donald Trumps presidentvalskampanj 2016.
I och med Donald Trumps seger i presidentvalet 2016 blev hon den första kvinnliga kampanjchefen att ha lett en framgångsrik presidentvalskampanj i USA. Mellan den 20 januari 2017 och 31 augusti 2020 var hon en av president Trumps seniora rådgivare.
Conway meddelade i augusti 2020 att hon skulle lämna Vita huset i slutet av månaden. Detta kom efter månader av offentlig fejd mellan henne själv och hennes tonårsdotter.

## Biografi

### Bakgrund
Kellyanne Conway föddes den 20 januari 1967 i Camden i New Jersey. Hennes far var av irländskt ursprung och hennes mor, Diane Fitzpatrick, av italienskt ursprung. Föräldrarna skilde sig när Conway var tre år och hon uppfostrades därefter enbart av sin ensamstående mor.
Conway avlade kandidatexamen i statsvetenskap vid Trinity Washington University 1989. Därefter avlade hon juristexamen vid George Washington University 1992. Hon har även studerat vid Oxford University i Storbritannien.

### Tidig karriär
Conway har arbetat som politisk kommentator för CNN, ABC News och Fox News. Hon vann The Washington Posts Crystal Ball-pris för sina analyser och sin korrekta tippning av presidentvalet i USA 2004. Sedan 1990-talet har Conway gjort mer än 1 200 tv-framträdanden.
Conway har även varit verksam som författare. 2005 skrev hon boken What Women Really Want: How American Women Are Quietly Erasing Political, Racial, Class, and Religious Lines to Change the Way We Live tillsammans med den politiska strategen Celinda Lake (som arbetat för det demokratiska partiet). Boken handlar om hur den kvinnliga frigörelsen påverkar villkoren för amerikanernas liv i positiv riktning. I boken tas även upp hur politiker kan marknadsföra sig till de frigjorda kvinnorna och därmed vinna deras röst i valen.
Conway är styrelseordförande och vd för företaget The Pulling Company, som arbetar med kampanjstrategier för amerikanska politiker. Företaget grundades 1995 och hon har sedan dess bland annat utarbetat strategier åt det republikanska partiet om frågan kring hur de ska kunna locka fler kvinnliga väljare. Under republikanernas primärval i samband med presidentvalet 2012 var hon kampanjchef för kandidaten Newt Gingrich.

### Arbete för Donald Trump

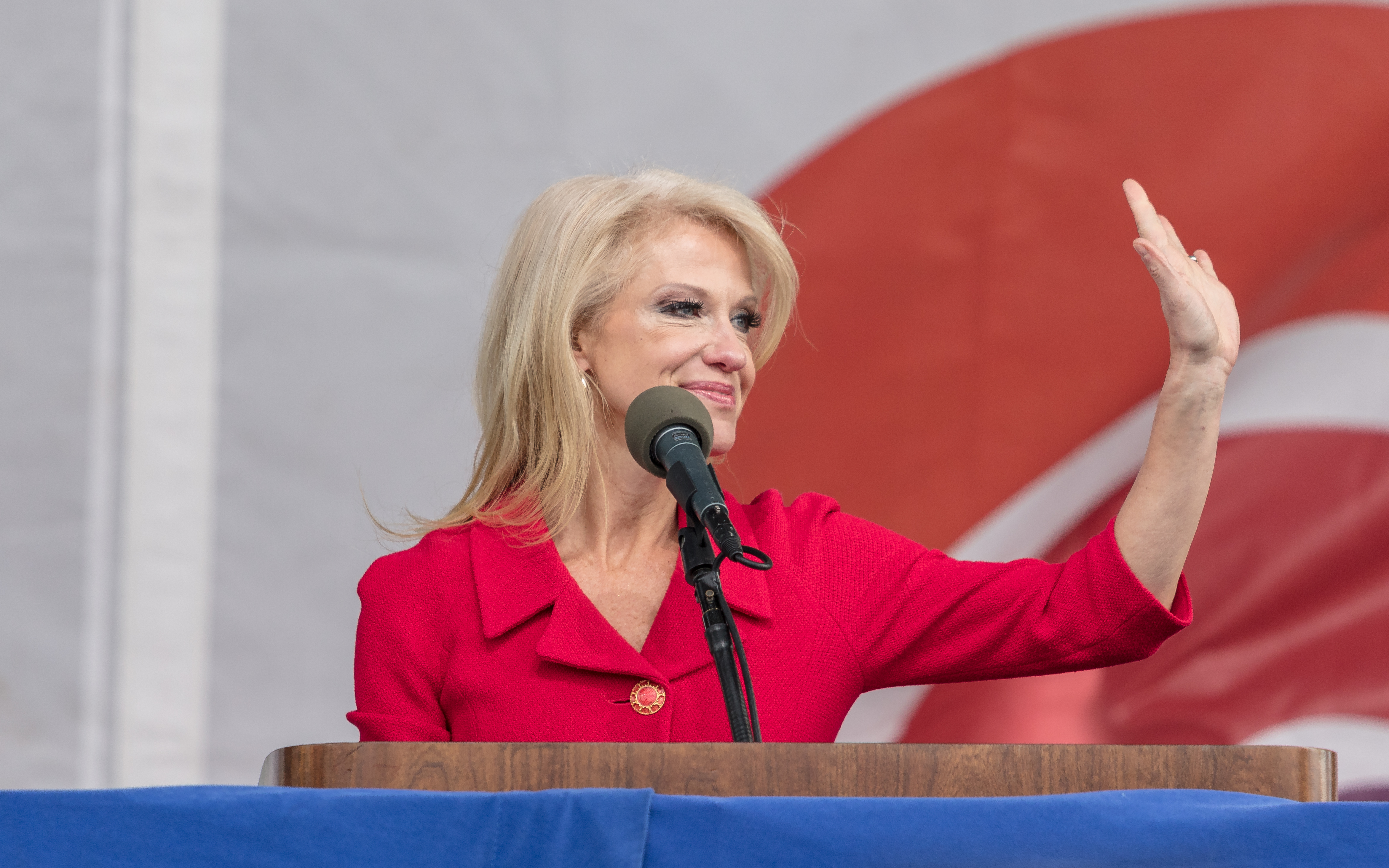
Kellyanne Conway håller tal vid pro-life-demonstrationen March for Life i Washington D.C. den 27 januari 2017.

Conway var kampanjchef för Donald Trumps presidentvalskampanj under presidentvalet 2016. Redan i mars 2015 fick hon erbjudande av Trump att bli kampanjchef men tackade nej då hon inte kände sig säker på hur deras partnerskap skulle uppfattas i media. Senare ändrade sig Conway och i augusti 2016 annonserades hon som kampanjchef och hon blev därmed även den första kvinnan någonsin att leda en republikansk presidentkampanj. Conway var Trumps tredje kampanjchef. När hon tog över jobbet låg Trump under med tio poäng mot demokraternas presidentkandidat Hillary Clinton. Conway och hennes team lyckades vända trenden och då Trump senare vann presidentvalet blev Conway dessutom den första kvinnliga kampanjchefen att leda en framgångsrik presidentvalskampanj.
Den 22 december 2016 meddelades att Conway kommer att bli en av USA:s då tillträdande president Trumps rådgivare i Vita huset. Trumps kabinett tillträdde den 20 januari 2017. Enligt Trump valdes hon till rådgivare då hon spelat en nyckelroll i hans valkampanj samt för sina förmågor att effektivt kunna kommunicera ut det politiska budskapet.
Den 23 februari 2017 höll hon tal vid den årliga Conservative Political Action Conference.

### Begreppet "alternativa fakta"
Alternativa fakta (alternative facts) är ett begrepp som Conway myntade i samband med en intervju i det amerikanska TV-programmet Meet the Press den 22 januari 2017, då hon försvarade Vita husets pressekreterare Sean Spicers uttalande om antalet uppslutna vid Donald Trumps presidentinstallation den 20 januari 2017. När hon under intervjuns gång pressades av programledaren Chuck Todd att förklara Spicers "uttalade och bevisade lögner" svarade hon att han endast givit uttryck för "alternativa fakta", varpå Todd svarade: "Se här, alternativa fakta är inte fakta. Det är lögner." 

## Privatliv
Conway var tidigare gift med George T. Conway III. De har en son och tre döttrar.